# Livery Company

Wappen der City of London

Bei den Livery Companies handelt es sich um 110 englische Berufsverbände innerhalb der City of London. Nahezu alle tragen die Bezeichnung „Worshipful Company of …“ („ehrwürdige Zunft der …“), gefolgt von dem Namen ihrer jeweiligen Wirtschaftssparte oder ihres Handwerks. Die mittelalterlichen Livery Companies waren Gilden bzw. Zünfte und damit verantwortlich für die Zunftregeln und deren Einhaltung. Der Name Livery Company leitet sich aus der traditionellen Kleidung, der Livree der Bediensteten einer Company, ab, die innerhalb der City of London das Recht hatten, die Marktplätze zu kontrollieren und Nichtmitgliedern die Ausübung ihres Gewerbes zu untersagen.

## Geschichte
Erste Companies entstanden bereits im 14. Jahrhundert und wurden durch Royal Charter vom jeweiligen König anerkannt. Bis zur Reformation waren die Livery Companies auch in religiösen Aktivitäten engagiert, vor allem unterstützten sie die Kirche mit Kantoreien und nahmen an kirchlichen Zeremonien und Mysterienspielen teil. Einige Livery Companies sind noch heute im ursprünglichen Sinne aktiv, z. B. die Scriveners (Berufsschreiber), viele andere beschränken sich jedoch auf die Unterstützung der Wohlfahrtspflege, z. B. die Bowyers (Bogenmacher). Vor allem die in den letzten Jahren neu gegründeten Companies sind rein wohltätig orientierte Organisationen. Sie spielen eine wichtige Rolle im sozialen Leben und Netzwerk in der City of London.
1515 legte der Court of Aldermen, die Versammlung der Ratsherren der City of London, eine Rangfolge für die damals bestehenden 48 Livery Companies fest, die auf deren wirtschaftlicher und politischer Macht basierte. Die ranghöchsten zwölf Livery Companies werden Great Twelve City Livery Companies genannt. Die Merchant Taylors (Schneider) und die Worshipful Company of Skinners (Pelzhändler) haben sich von Anfang an um ihre Platzierung gestritten, ohne dass Einigung erzielt werden konnte. Daher beschloss man, dass beide Companies jährlich zu Ostern zwischen dem 6. und 7. Rang wechseln.
Nachdem die Fan Makers (Fächermacher) 1709 gegründet und 1809 als Livery anerkannt worden waren, wurden für über 100 Jahre keine neuen Companies gegründet, bis 1926 die Master Mariners (Livery 1932) folgten. Companies, die nach 1926 aufgenommen wurden, werden auch die Modern Livery Companies genannt. Die Company of Arts Scholars (Geisteswissenschafter), gegründet 2014, ist die 110. und bisher letzte neue Company. Ihr Antrag auf Livery wurde vom Court of Aldermen der City of London Corporation im Februar 2014 angenommen.

## Innere Struktur
Die Führungsebene der Livery Companies besteht üblicherweise aus einem vorsitzenden Master (auch: Prime Warden oder Bailiff), einer Reihe von Warden (auch: Upper, Middle, Lower oder Renter Warden) und einem Beigeordnetenrat, der die Master und Warden wählt. Der leitende Geschäftsführer der Company wird Clerk genannt.
Mitglieder fallen generell in eine der Kategorien Freeman oder Liverymen, wobei Freeman aber nur eine Zwischenstufe auf dem Weg zum Liveryman darstellt. Man kann zu einem Freeman werden und die freedom of the company erlangen, indem man bestimmte Vorgaben der Company erfüllt: man kann über die patrimony (Herkunft) zugelassen werden, wenn ein Elternteil Liveryman der Company war, über die servitude (Dienstzeit), wenn man eine geforderte Anzahl von Jahren als Anwärter abgeleistet hat, oder durch redemption (Auslösung), wenn man eine entsprechende Gebühr bezahlt. Nach Erlangung der freedom of the company wird dem neuen Mitglied dann von der City of London die Freedom of the City verliehen. Im Anschluss daran wiederum wird er in einer besonderen Zeremonie als Liveryman und damit Vollmitglied der Company eingekleidet (englisch enclothed).
Nur Liverymen können an der Wahl des Lord Mayor of London, der High Sheriffs der City of London und anderer traditioneller Ämter der City of London teilnehmen; daher haben sie großen Einfluss auf die City of London Corporation, die Verwaltungsbehörde der City of London.

## Livery halls
Viele Companies verfügen über eigene Versammlungshallen, wo sich Mitglieder und Gäste treffen und die internen Angelegenheiten geregelt werden können. Die ältesten Companies, von denen eigene Hallen bekannt sind, waren im 14. Jahrhundert die Merchant Taylors und die Goldsmiths, doch weder ihre noch andere Hallen sind original erhalten. Die wenigen 1666 nach dem Großen Brand von London übrig gebliebenen Hallen fielen im Zweiten Weltkrieg den deutschen Luftangriffen zum Opfer. Heute haben noch rund 40 Companies eigene Hallen, die auch für soziale oder gewerbliche Veranstaltungen zur Verfügung stehen oder auch gelegentlich von anderen Companies ohne eigene Halle genutzt werden.

## Liste der Livery Companies, nach Vorrang geordnet
1. Worshipful Company of Mercers  (allgemeine Händler)
2. Worshipful Company of Grocers (Lebensmittelhändler)
3. Worshipful Company of Drapers (Woll- und Tuchhändler)
4. Worshipful Company of Fishmongers (Fischhändler)
5. Worshipful Company of Goldsmiths (Goldschmiede)
6. Worshipful Company of Merchant Taylors (Schneider; alternierend mit den Skinners)
7. Worshipful Company of Skinners (Pelzhändler bzw. Kürschner; alternierend mit den Merchant Taylors)
8. Worshipful Company of Haberdashers (Kurzwarenhändler)
9. Worshipful Company of Salters (Salzhändler)
10. Worshipful Company of Ironmongers (Zunft der Eisenwarenhändler)
11. Worshipful Company of Vintners (Weinhändler)
12. Worshipful Company of Clothworkers (Tuchmacher)
13. Worshipful Company of Dyers (Färber)
14. Worshipful Company of Brewers (Brauer)
15. Worshipful Company of Leathersellers (Lederhändler)
16. Worshipful Company of Pewterers (Zinngießer)
17. Worshipful Company of Barbers (Barbiere, Chirurgen und Zahnärzte)
18. Worshipful Company of Cutlers (Messerschmiede)
19. Worshipful Company of Bakers (Bäcker)
20. Worshipful Company of Wax Chandlers (Wachszieher)
21. Worshipful Company of Tallow Chandlers (Talgkerzenmacher)
22. Worshipful Company of Armourers and Brasiers (Rüstungs- und Messingschmiede)
23. Worshipful Company of Girdlers (Gürtelmacher)
24. Worshipful Company of Butchers (Metzger)
25. Worshipful Company of Saddlers (Sattler)
26. Worshipful Company of Carpenters (Schreiner)
27. Worshipful Company of Cordwainers (Feinlederverarbeiter)
28. Worshipful Company of Painter-Stainers (Maler und Färber)
29. Worshipful Company of Curriers (Lohgerber)
30. Worshipful Company of Masons (Steinmetze)
31. Worshipful Company of Plumbers (Klempner)
32. Worshipful Company of Innholders (Wirte)
33. Worshipful Company of Founders (Metallarbeiter)
34. Worshipful Company of Poulters (Geflügelhändler)
35. Worshipful Company of Cooks (Köche)
36. Worshipful Company of Coopers (Fassbinder)
37. Worshipful Company of Tylers and Bricklayers (Ziegler)
38. Worshipful Company of Bowyers (Bogner)
39. Worshipful Company of Fletchers (Pfeilmacher)
40. Worshipful Company of Blacksmiths (Schmiede)
41. Worshipful Company of Joiners and Ceilers (Holzschnitzer)
42. Worshipful Company of Weavers (Weber)
43. Worshipful Company of Woolmen (Wollverarbeiter)
44. Worshipful Company of Scriveners (Schreiber und Notare)
45. Worshipful Company of Fruiterers (Obsthändler)
46. Worshipful Company of Plaisterers (Stuckateure)
47. Worshipful Company of Stationers and Newspaper Makers (Papiermacher und Zeitungsverleger)
48. Worshipful Company of Broderers (Sticker)
49. Worshipful Company of Upholders (Polsterer)
50. Worshipful Company of Musicians (Musiker)
51. Worshipful Company of Turners (Drechsler)
52. Worshipful Company of Basketmakers (Korbmacher)
53. Worshipful Company of Glaziers and Painters of Glass (Glaser und Glasmaler)
54. Worshipful Company of Horners (Hornverarbeiter)
55. Worshipful Company of Farriers (Hufschmiede und Pferdeveterinäre)
56. Worshipful Company of Paviors (Straßenbauer)
57. Worshipful Company of Loriners (Riemer)
58. Worshipful Society of Apothecaries (Mediziner und Apotheker)
59. Worshipful Company of Shipwrights (Schiffsbauer)
60. Worshipful Company of Spectacle Makers (Optiker)
61. Worshipful Company of Clockmakers (Uhrmacher)
62. Worshipful Company of Glovers (Handschuhmacher)
63. Worshipful Company of Feltmakers (Hutmacher)
64. Worshipful Company of Framework Knitters (Stricker)
65. Worshipful Company of Needlemakers (Drahtzieher)
66. Worshipful Company of Gardeners (Gärtner)
67. Worshipful Company of Tin Plate Workers (Zinnverarbeiter)
68. Worshipful Company of Wheelwrights (Stellmacher)
69. Worshipful Company of Distillers (Destillateure)
70. Worshipful Company of Pattenmakers (Holzschuhmacher)
71. Worshipful Company of Glass Sellers (Glashändler)
72. Worshipful Company of Coachmakers and Coach Harness Makers (Kutschenmacher)
73. Worshipful Company of Gunmakers (Waffenschmiede)
74. Worshipful Company of Gold and Silver Wyre Drawers (Gold- und Silberfädenmacher)
75. Worshipful Company of Makers of Playing Cards (Spielkartenhersteller)
76. Worshipful Company of Fanmakers (Fächerhersteller)
77. Worshipful Company of Carmen (Kutscher)
78. Honourable Company of Master Mariners (Seefahrer)
79. City of London Solicitors' Company (Rechtsanwälte)
80. Worshipful Company of Farmers (Landwirte)
81. Guild of Air Pilots and Air Navigators (Piloten und Navigatoren)
82. Worshipful Company of Tobacco Pipe Makers and Tobacco Blenders (Pfeifen- und Zigarrenmacher)
83. Worshipful Company of Furniture Makers (Möbelschreiner)
84. Worshipful Company of Scientific Instrument Makers (Wissenschaftler)
85. Worshipful Company of Chartered Surveyors (Landvermesser)
86. Worshipful Company of Chartered Accountants in England and Wales (Buchhalter)
87. Worshipful Company of Chartered Secretaries and Administrators (Sekretäre und Verwalter)
88. Worshipful Company of Builders Merchants (Baustoffhändler)
89. Worshipful Company of Launderers (Wäscher)
90. Worshipful Company of Marketors (Marketingfachleute)
91. Worshipful Company of Actuaries (Aktuare)
92. Worshipful Company of Insurers (Versicherer)
93. Worshipful Company of Arbitrators (Schiedsleute)
94. Worshipful Company of Engineers (Ingenieure)
95. Worshipful Company of Fuellers (Kohlenhändler)
96. Worshipful Company of Lightmongers (Elektriker)
97. Worshipful Company of Environmental Cleaners (Umweltschützer)
98. Worshipful Company of Chartered Architects (Architekten)
99. Worshipful Company of Constructors (Bauherren)
100. Worshipful Company of Information Technologists (IT-Fachleute)
101. Worshipful Company of World Traders (internationale Händler)
102. Worshipful Company of Water Conservators (Wasserreiniger)
103. Worshipful Company of Firefighters (Feuerwehrleute)
104. Worshipful Company of Hackney Carriage Drivers (Taxifahrer)
105. Worshipful Company of Management Consultants (Managementberater)
106. Worshipful Company of International Bankers (internationale Banker)
107. Worshipful Company of Tax Advisers (Steuerberater)
108. Worshipful Company of Security Professionals (Sicherheitsfachleute)
109. Worshipful Company of Educators (Erzieher)
110. Worshipful Company of Art Scholars (Geisteswissenschafter)